# Pyrrhura egregia
Pyrrhura egregia е вид птица от семейство Папагалови (Psittacidae).

## Разпространение
Видът е разпространен в Бразилия, Венецуела и Гвиана.